# Etenna

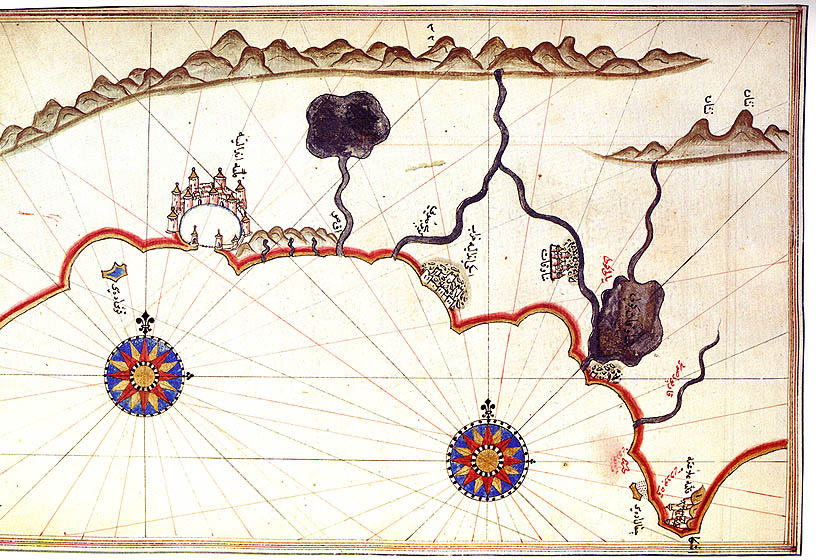
Mapa de la zona de Etenna en 1520. Etenna se encuentra en las colinas detrás de Side.

Etenna (griego antiguo: Ἔτεννα) fue una antigua ciudad de Asia Menor, considerada tradicionalmente como parte de la provincia romana de Panfilia. Se le ubica en la actual provincia turca de Antalya, aunque desconoce su exacta ubicación. Siglos antes, se le consideraba como perteneciente a la provincia de Pisidia, como por ejemplo por Polibio, quien escribió que en 218 a. C. la gente de Etenna «que vive en las tierras altas de Pisidia por encima de Side» proporcionó 8 mil hoplitas para ayudar al usurpador seléucida Aqueo.
No hay otra mención de Etenna en los documentos existentes hasta el registro de la participación de los obispos de Etenna en los concilios ecuménicos del siglo IV d. C. y posteriores. Sin embargo, hay ejemplos de sus finas monedas de plata de los siglos IV y III a. C. y de sus monedas de bronce que datan desde el siglo I a. C. hasta el 3 d. C.

## Sede episcopal
El obispado cristiano de Etenna era eclesiásticamente un sufragáneo de la sede metropolitana de Side, la capital de la provincia de Panfilia Secunda. Los obispos conocidos de la diócesis de Etenna incluyen:
- Troilo, quien participó del Primer Concilio de Constantinopla en 381,
- Eutropio, del Concilio de Éfeso en 431.
- Eudoxio, del Concilio de Calcedonia en 451,[5]
- Ioannes, del Segundo Concilio de Nicea en 787, y
- Petrus, del Concilio Fociano de Constantinopla (879).[2]

Viendo a Etenna ya no como un obispado residencial, la Iglesia Católica la cataloga como una sede titular, aunque el área alrededor de Etenna nunca fue realmente de confesión católica. Entre los obispos titulares de Etenna se encuentran:
- Francis Xavier Ford (18 de junio de 1935 - 11 de abril de 1946, más tarde obispo de Meizhóu, martirizado por su fe),
- James Byrne (10 de mayo de 1947 - 16 de junio de 1956, más tarde obispo de la ciudad de Boise),
- Thomas Holland (31 de octubre de 1960 - 28 de agosto de 1964, más tarde obispo de Salford).
- Henri-Louis-Marie Mazerat (1 de septiembre de 1958 - 30 de junio de 1960)

La ciudad y el obispado de Cotenna, que también ha sido tradicionalmente referido como perteneciente a la provincia romana de Panfilia Prima, es considerado por algunos como el mismo Etenna, pero aparece en el Notitiae Episcopatuum como una ciudad distinta, próxima a Etenna.

## Restos

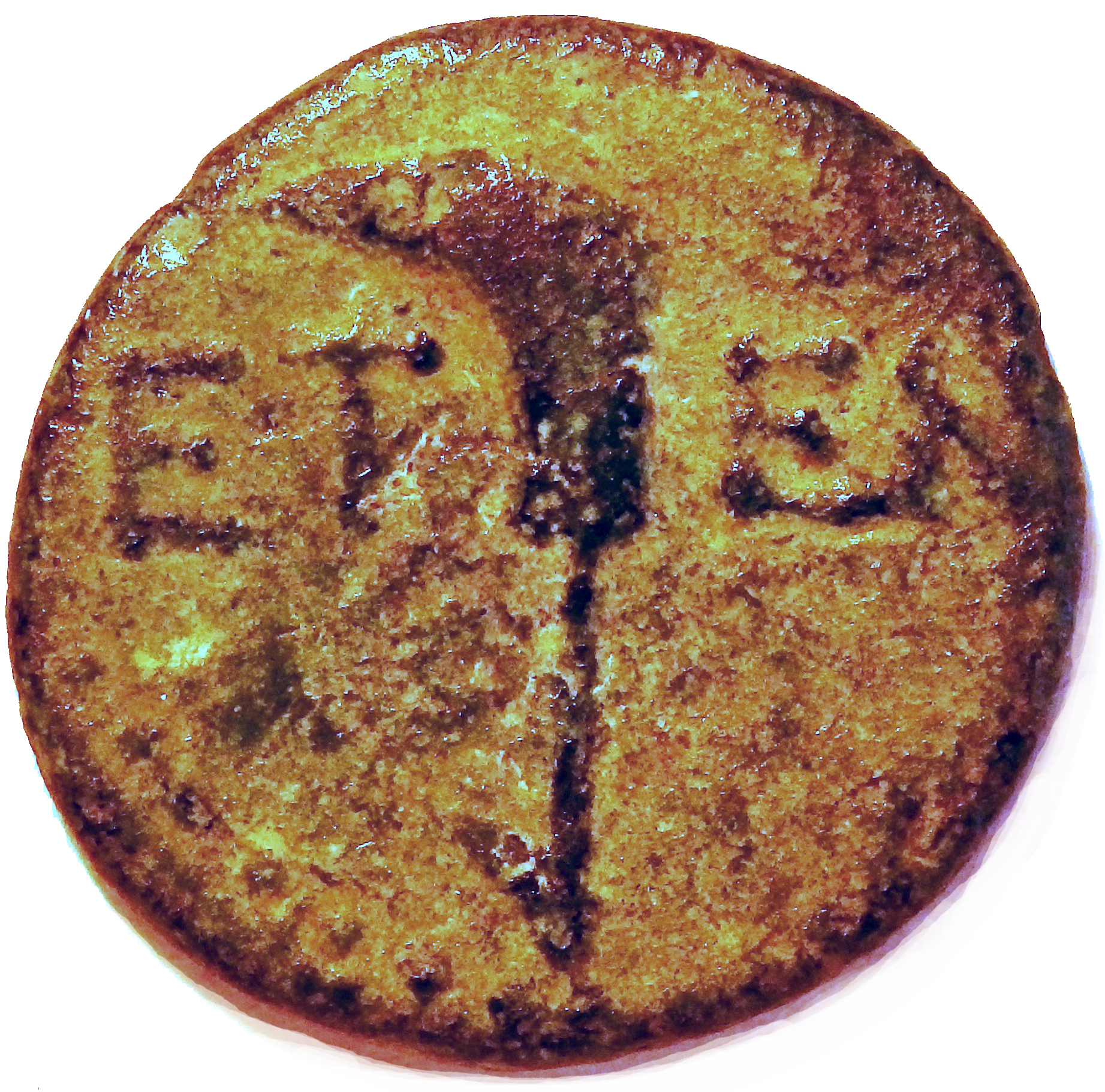
Moneda de bronce acuñada en Etenna

Sobre la base de la preponderancia de las monedas localmente acuñadas en Etenna, y de la presencia de vasijas de cerámica del período de Grecia clásica, inusualmente en algún lugar tierra adentro, Etenna ha sido identificada con las ruinas aún sin describir encontradas en una ladera escarpada a 250 a 500 metros al norte de la aldea moderna de Sirtkoy, que se encuentra al norte de Manavgat, en la provincia de Antalya, Turquía. No han sido excavados sistemáticamente, pero incluyen restos de murallas de la ciudad, un depósito o almacén techado, baños públicos, dos basílicas, una iglesia y tumbas de roca.
La identificación de Etenna con Gölcük, cerca del pueblo moderno de Sarraçlı, más al este más allá del río Meles, se considera menos probable.